# Borgå ekonomiska region
Borgå ekonomiska region (finska: Porvoon seutukunta) är en av ekonomiska regionerna i landskapet Nyland i Finland. Folkmängden i ekonomiska regionen uppgick den 1 januari 2013 till 58 055 invånare och regionens landyta utgjordes av 1 212 km.  I Finlands NUTS-indelning representerar regionen nivån LAU 1 (f.d. NUTS 4), och dess nationella kod är 015.

## Kommuner
Borgå ekonomiska region består av följande fyra kommuner :
- Askola kommun
- Mörskom kommun
- Buckila kommun
- Borgå stad